# Bradley Cooper
Bradley Charles Cooper (n. 5 ianuarie 1975, Pennsylvania, SUA) este un actor și producător de film american. 
După ce absolvit Academia Germantown în 1993, Cooper a urmat Universitatea Georgetown, pe care a absolvit-o cu o diplomă în engleză în 1997. Mai târziu, a studiat la Actors Studio Drama School la Universitatea New School înainte de a-și începe cariera profesională în serialul Totul despre sex în 1998. A debutat cu filmul Wet Hot American Summer (2001), înainte de a obține prea bine cunoscutul rol ca Will Tippin în serialul de succes Alias (2001–2003).
Cooper a jucat în filmul de familie I Want to Marry Ryan Banks (2004), și a apărut în serialul Jack & Bobby (2004–2005). A jucat în comedia de succes Spărgătorii de nunți (2005), precum și în filmul Cum să dai afară din casă un burlac de 30 de ani (2006) ca prietenul lui Matthew McConaughey. Cooper a jucat în rol principal în Kitchen Confidential, bazat pe memoriile lui Anthony Bourdain, care a debutat în septembrie 2005. 
În martie 2006, Cooper a jucat în Three Days of Rain pe Broadway cu Julia Roberts și Paul Rudd la Teatrul Bernard B Jacobs.
S-a căsătorit cu actrița Jennifer Esposito. Ei s-au căsătorit printr-o mică ceremonie în 30 decembrie 2006.

## Filmografie

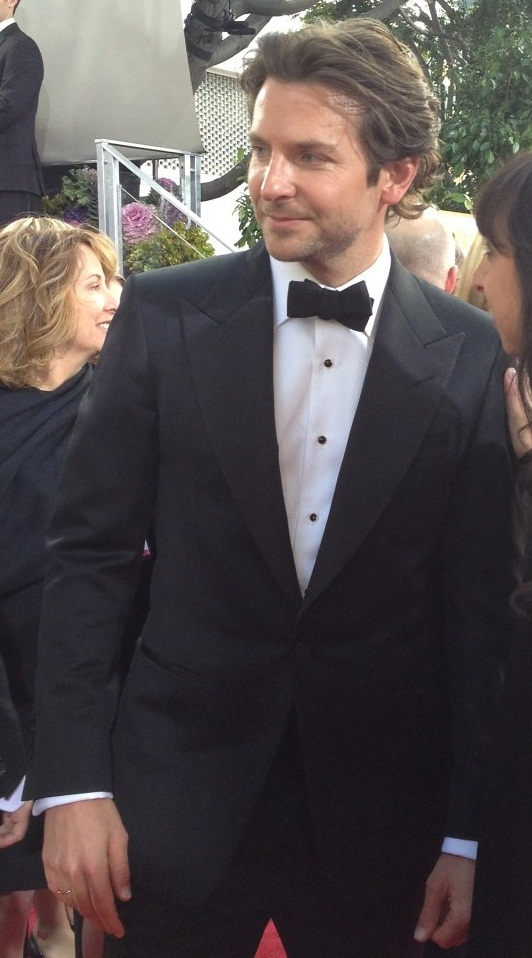
Cooper la 2013 Golden Globe Awards

### Film
| An   | Titlu                          | Rol                      | Note                     |
| ---- | ------------------------------ | ------------------------ | ------------------------ |
| 2001 | Wet Hot American Summer        | Ben                      |                          |
| 2002 | My Little Eye                  | Travis Patterson         |                          |
| 2002 | Bending All the Rules          | Jeff                     |                          |
| 2003 | The Last Cowboy                | Morgan Murphy            | Film TV                  |
| 2004 | I Want to Marry Ryan Banks     | Todd Doherty             | Film TV                  |
| 2005 | Wedding Crashers               | Zachary "Sack" Lodge     |                          |
| 2006 | Failure to Launch              | Demo                     |                          |
| 2007 | The Comebacks                  | Cowboy                   |                          |
| 2008 | The Midnight Meat Train        | Leon                     |                          |
| 2008 | The Rocker                     | Trash Grice              |                          |
| 2008 | Yes Man                        | Peter                    |                          |
| 2008 | Older Than America             | Luke                     |                          |
| 2009 | He's Just Not That Into You    | Ben Gunders              |                          |
| 2009 | The Hangover                   | Phil Wenneck             |                          |
| 2009 | All About Steve                | Steve Miller             |                          |
| 2009 | New York, I Love You           | Gus Cooper               |                          |
| 2009 | Case 39                        | Douglas J. Ames          |                          |
| 2010 | Valentine's Day                | Holden Wilson            |                          |
| 2010 | The A-Team                     | Templeton "Faceman" Peck |                          |
| 2010 | Brother's Justice              | Bradley                  |                          |
| 2011 | Limitless                      | Eddie Morra              | Producător executiv      |
| 2011 | The Hangover Part II           | Phil Wenneck             |                          |
| 2012 | Hit and Run                    | Alex Dimitri             |                          |
| 2012 | Silver Linings Playbook        | Pat Solatano             | Producător executiv      |
| 2012 | The Words                      | Rory Jansen              | Producător executiv      |
| 2013 | The Place Beyond the Pines     | Avery Cross              |                          |
| 2013 | The Hangover Part III          | Phil Wenneck             |                          |
| 2013 | American Hustle                | Richie DiMaso            | Producător executiv      |
| 2014 | Guardians of the Galaxy        | Rocket Raccoon           | Voce                     |
| 2014 | American Sniper                | Chris Kyle               | Also producer            |
| 2014 | Serena                         | George Pemberton         |                          |
| 2015 | Untitled Cameron Crowe project | Brian Gilcrest           | Post-producție           |
| 2015 | Burnt                          | Adam Jones               | Filmare                  |
| 2018 | A star is born                 | Jackson Maine            | Regizor ,Actor principal |

### Televiziune
| An        | Titlu                             | Rol                   | Note                                                |
| --------- | --------------------------------- | --------------------- | --------------------------------------------------- |
| 1999      | Sex and the City                  | Jake                  | Episodul: "They Shoot Single People, Don't They?"   |
| 2000      | Globe Trekker                     | El însuși             | Prezentator                                         |
| 2000–2001 | The $treet                        | Clay Hammond          | 5 episoade                                          |
| 2001–2006 | Alias                             | Will Tippin           | 46 episoade                                         |
| 2003      | Miss Match                        | Gary                  | Episodul: "I Got You Babe"                          |
| 2004      | Touching Evil                     | OSC Agent Mark Rivers | 6 episoade                                          |
| 2004–2005 | Jack & Bobby                      | Tom Wexler Graham     | 14 episoade                                         |
| 2005      | Law & Order: Special Victims Unit | Jason Whitaker        | Episodul: "Night"                                   |
| 2005      | Law & Order: Trial by Jury        | Jason Whitaker        | Episodul: "Day"                                     |
| 2005–2006 | Kitchen Confidential              | Jack Bourdain         | 13 episoade                                         |
| 2007–2009 | Nip/Tuck                          | Aidan Stone           | 6 episoade                                          |
| 2009      | Saturday Night Live               | Host                  | Episodul: "Bradley Cooper / TV on the Radio"        |
| 2010      | WWE Raw                           | El însuși             | Guest host                                          |
| 2013      | Saturday Night Live               | El însuși             | Episodul: "Zach Galifianakis / Of Monsters and Men" |

### Scenă
| An   | Titlu              | Rol          | Note                          |
| ---- | ------------------ | ------------ | ----------------------------- |
| 2006 | Three Days of Rain | Pip/Theo     | Bernard B. Jacobs Theatre     |
| 2008 | The Understudy     | Jake         | Williamstown Theatre Festival |
| 2014 | The Elephant Man   | John Merrick | Booth Theatre                 |